# Moregeri, Hagaribommanahalli
Moregeri là một làng thuộc tehsil Hagaribommanahalli, huyện Bellary, bang Karnataka, Ấn Độ.